# Frankliniella insularis
Frankliniella insularis är en insektsart som först beskrevs av Franklin 1908.  Frankliniella insularis ingår i släktet Frankliniella och familjen smaltripsar. Inga underarter finns listade i Catalogue of Life.